# Len Faki
Len Faki, de son vrai nom Levent Faki (né le 22 juin 1975), est un producteur et disc jockey allemand de musique électronique. Il est également connu sous le pseudonyme La Monde.
Il est apparu en tant que DJ dans des clubs comme Ostgut (Berlin), Tresor (Berlin), U60311 (Francfort) et dans des festivals tels que Nature One, Time Warp 2017, 2018 (Mannheim, Germany) , SonneMondSterne et Alive (Belgique). Sa percée est venue en 2007, en particulier avec la sortie des pistes Mekong Delta et My Black Sheep.

## Biographie
Sous son pseudonyme Lamonde, il publie en 2001 son premier album Music for Some Place Other than This, salué par le magazine de musique De:Bug (de). En août 2002, il publie la compilation Lamonde at the Wheels of Steel. Et d'autres productions sur des labels comme Superbra (Suisse), GoodLife (France) et Terminal M (Berlin) suivent. 2003 est le début pour Len Faki du label Len Series. Il crée les labels Figure en 2003 et Podium en 2006. En 2007, Len Faki est élu numéro 1 dans les catégories de meilleur espoir et meilleur compositeur par le journal allemand Groove lors du sondage annuel des lecteurs.
Len Faki est DJ résident du club berlinois le Berghain depuis 2004.
Il s'est produit dans les festivals Sonus en Croatie et au Kappa FuturFestival en Italie.

## Discographie

### EP
- 2017 : My Black Sheep Remixes (Figure)[4]
- 2019 : Robot Evolution Remixes[5].